# Club Deportivo Árabe Unido
Il Club Deportivo Árabe Unido è una società calcistica panamense, con sede a Colón. Milita nella ANAPROF, la massima serie del calcio panamense.
Fondato nel 1994, ha vinto 15 titoli nazionali, di cui due della scomparsa Liga Nacional de Fútbol No Aficionado. Conta anche cinque secondi posti in massima serie.

## Storia
Il 28 aprile 1994 fu costituito il Club Deportivo Árabe Unido, che giocava nel campo del Colegio Artes y Oficios, oggi Estadio Javier Cruz. La squadra si iscrive alla Liga Nacional de Fútbol No Aficionado (LINFUNA).

## Rosa Attuale
| N. |                     | Ruolo | Calciatore        |
| -- | ------------------- | ----- | ----------------- |
| 1  | Colombia (bandiera) | P     | Johan Ceron       |
|    | Panama (bandiera)   | P     | Andy Arrue        |
| 2  | Haiti (bandiera)    | D     | Jean Paulen       |
| 3  | Panama (bandiera)   | D     | Reinaldo Anderson |
| 7  | Panama (bandiera)   | A     | Jimmy Duarte      |
| 8  | Panama (bandiera)   | A     | Nahil Caroll      |
| 11 | Panama (bandiera)   | A     | Alberto Cerezo    |
| 12 | Colombia (bandiera) | C     | Ricardo Lozano    |
| 13 | Panama (bandiera)   | C     | Armando Cooper    |
| 15 | Panama (bandiera)   | C     | Juan Carlos Riley |
| 16 | Panama (bandiera)   | A     | Eduardo McTaggart |
| 18 | Panama (bandiera)   | D     | David Daniels     |
| 20 | Panama (bandiera)   | A     | Luis Gondola      |
| 21 | Colombia (bandiera) | A     | Marco Arias       |

| N. |                     | Ruolo | Calciatore         |
| -- | ------------------- | ----- | ------------------ |
| 22 | Panama (bandiera)   | D     | Enrique Lee        |
| 23 | Panama (bandiera)   | A     | Publio Rodriguez   |
| 24 | Panama (bandiera)   | D     | Jair Miranda       |
| 25 | Panama (bandiera)   | P     | Rigoberto Austin   |
| 26 | Panama (bandiera)   | D     | Marvin Mitchell    |
| 28 | Panama (bandiera)   | D     | Fidel Macmur       |
| 29 | Panama (bandiera)   | D     | Omar Camargo       |
| 48 | Panama (bandiera)   | D     | Renald Addles      |
| -- | Panama (bandiera)   | D     | Reynaldo Lewis     |
| -- | Belize (bandiera)   | A     | Lennox Castillo    |
| -- | Panama (bandiera)   | A     | Anthony Basil      |
| -- | Colombia (bandiera) | D     | Juan Sergio Guzman |
| -- | Panama (bandiera)   | A     | Agustin Salinas    |

## Palmarès

### Competizioni nazionali
- Campionato panamense di calcio: 15

1994-1995 (LINFUNA), 1995-1996 (LINFUNA), 1998-1999, 2001 (A - C), 2002 (A), 2004 (A - C), 2008 (C), 2009 (A 2), 2010 (C), 2012 (A), 2015 (A - C), 2016 (A)

### Altri piazzamenti
- Campionato panamense di calcio:

Secondo posto: 1997-1998, 2003 (A), 2006 (C), 2007 (C), 2017 (C), 2017 (A)
- CONCACAF League:

Semifinalista: 2017, 2018